# Edelsitz Viecht
Der abgekommene Edelsitz Viecht befand sich im Ortsteil Viecht der Gemeinde Vöcklamarkt im Bezirk Vöcklabruck von Oberösterreich (Haus Nr. 3).

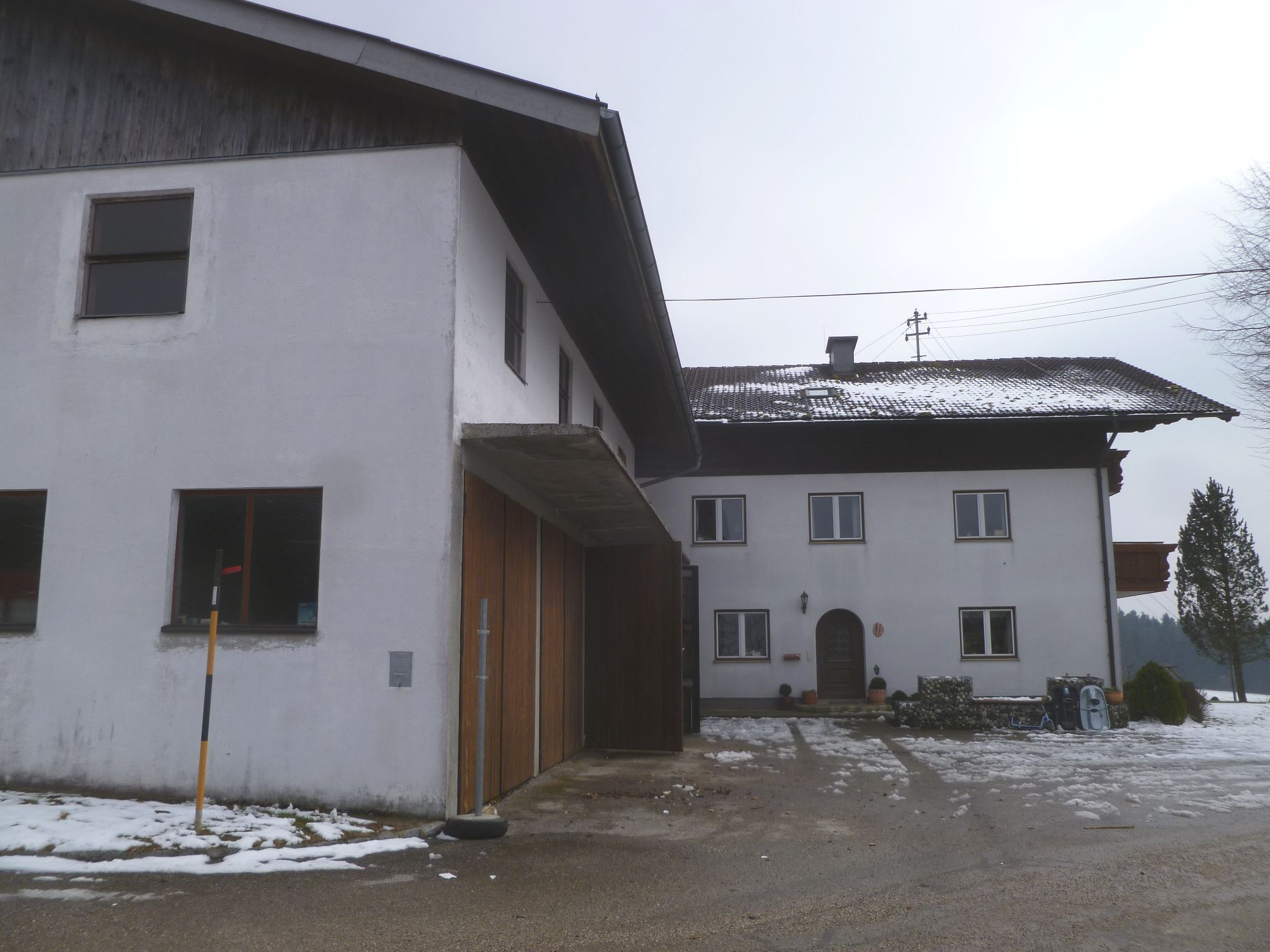
Viecht (Haus Nr. 3): Ehemaliger Edelsitz

1189 wird ein Gerloch von Viehten genannt. 1455 hat Jacon Dachsenpekch zu Lehen ain gut ze Viecht. Unter den Walchingers wurde 1455 die Herrschaft Schloss Walkering mit dem Edelsitz Viecht zusammengelegt, wobei die Gerichtsbarkeit in Viecht war. Seitdem haben Viecht und Walkering die gleiche Besitzergeschichte. Heute ist aus dem früheren Edelsitz ein Bauernhof geworden. 1977 wurde das frühere Gemäuer abgebrochen, der sich nun hier befindliche Bauernhof ist ein Neubau.